# Calliodes rivuligera
Calliodes rivuligera là một loài bướm đêm trong họ Noctuidae.